# Anna Nyström
Anna Cecilia Nyström (Estocolmo, 15 de febrero de 1992) es una Influencer
sueca y personalidad del mundo fitness. Superó los 8 millones de seguidores en Instagram en el 2020 y ha estado activa en las redes sociales desde el 2013.

## Biografía
Entre otras cosas, Anna Nyström practicaba fútbol cuando era más joven, pero en relación con sus estudios casi se detuvo por completo. Consiguió una cuenta de Instagram en el 2013, casi al mismo tiempo que había comenzado a entrenar. En Instagram publicó fotos del entrenamiento, intercaladas con fotos de su estilo de vida. Entrenaba mucho con pesas y mancuernas de gran peso, y ha afirmado que esto era un tanto inusual para las mujeres que mostraban su vida en el gimnasio en las redes sociales allá por el 2012/13, pero luego se comenzó a popularizar como tendencia: esto hizo que su cuenta fuera un gran éxito en Instagram, y ella respondió con aún más fotos que llamaron más la atención. Las imágenes que suele publicar son casi exclusivamente de ella misma en diversas situaciones de estilo de vida o durante el entrenamiento.
Se ha formado como entrenadora personal y tiene su propia marca, Ryvelle, que vende ropa de entrenamiento.
A pesar de los muchos seguidores y el trabajo saliente en Instagram, ha optado por mantener un perfil bajo en general, lo que ha llevado a la especulación por parte de internautas de que su perfil en las redes sociales era falso. A esto se suma que muchas cuentas en redes sociales que hacen catfishing suelen utilizar su imagen o sus fotos para hacerse pasar por distintas mujeres y así estafar a hombres desprevenidos en diversas formas.